# Watt-hora
O watt-hora (Wh) é a medida de energia usualmente utilizada em eletrotécnica. Um watt-hora é a quantidade de energia utilizada para alimentar uma carga com potência de um watt pelo período de uma hora. O valor de 1 Wh é equivalente a 3,6×103 J =3,6 kJ =3600 J.

## Múltiplos
- Quilowatt-hora (kWh) equivale a 1.000 Wh ou 3,6×106 joules.
- Megawatt-hora (MWh) equivale a 1.000.000 Wh ou 3,6×109 joules.
- Gigawatt-hora (GWh) equivale a 109 Wh ou 3,6×1012 joules.
- Terawatt-hora (TWh) equivale a 1012 Wh ou 3,6×1015 joules.

## Equívoco entre W/h, W e Wh
O watt é uma unidade de potência, o watt-hora é uma unidade de energia gerada e o watt/hora indica uma taxa de variação da potência consumida com o tempo. Veja os exemplos:
- Uma lâmpada cuja potência é 100 W consome energia a uma taxa de 100 joules por segundo. Em uma hora consome 360.000 joules ou, equivalentemente, 100 Wh. Se ficar acesa durante 10 horas, consumirá 1000 Wh ou 1 kWh.

100 W * 10 h = 1000 Wh
- A unidade watt por hora (W/h) deve ser usada para indicar "potência por unidade de tempo". Seu múltiplo, o megawatt por ano (MW/a), é usado para expressar a variação da potência consumida em certo sistema de carga; por exemplo:

"A potência consumida tem sido aumentada a uma taxa de 10 megawatts por ano (10 MW/a)."
Isso significa que a capacidade de fornecimento/geração de energia (medida em unidades de potência) vem aumentando em 10 MW a cada ano ou 10 MW/a.